# Avon Publications
Pour les articles homonymes, voir Avon.
Avon Publications est un éditeur américain de livres de poche et de bandes dessinées. En 2007, il subsiste à l'intérieur de HarperCollins, publiant surtout des romances.

## Histoire
Avon Books a été fondé en 1941 par l'American News Corporation (ANC) pour rivaliser Pocket Books.  Ils engagèrent Joseph Myers pour développer la compagnie. ANC acheta J.S. Ogilvie Publications, un éditeur de pulp magazines que Myers possédait en partie, et le renomma  « Avon Publications ».  Ils se lancèrent aussi dans les bandes dessinées. « Les premières créations d'Avon ressemblaient quelque peu aux livres de  Pocket Books, ce qui provoqua une action en justice immédiate de cette dernière, à peu près sans succès. Mais en dépit de cette ressemblance superficielle, Myers distingua sa compagnie des autres en insistant davantage sur son attrait populaire que sur des concepts plus raffinés de mérite littéraire. Cette insistance conduisit Avon à publier des histoires de fantômes, des histoires d'amour suggestives, des romans de fantasy et de science-fiction, bien éloignés des Pockets concurrents, d'orientation beaucoup plus littéraire. Les quarante premiers titres n'étaient pas numérotés. Les premières éditions des douze premiers volumes portent sur la première et la dernière page l'illustration d'un globe.
En dehors des livres de poche de format standard, Avon publia aussi des livres dans un format plus grand (comme l'actuel Ellery Queen's Mystery Magazine), en séries.  Ces séries incluaient Murder Mystery Monthly, Modern Short Story Monthly et Avon Fantasy Readers.  De nombreux auteurs très prisés des collectionneurs actuels ont publié dans ces séries, comme  A. Merritt, James M. Cain, H. P. Lovecraft, Raymond Chandler et Robert E. Howard.
En 1953, Avon Books vendait ses livres entre  25¢ et 50¢ (ce dernier prix pour la série Avon G, le « G » signifiant  « Géant ») et en vendait plus de 20 millions de copies par an. Ces ouvrages étaient décrits par  Time Magazine comme des  « westerns, des Whodunits et une sorte de roman d'amour qui peut être illustré par une pin-up mûre ». Avon commença  aussi à publier sous d'autres noms, comme Eton (1951-1953), Novel Library, Broadway et Diversey. Les livres  à 35 cents de la série « T » d'Avon, introduite en 1953, avait aussi un fort potentiel sur le marché de masse et contenait de nombreux exemples d'histoires sur le thème alors populaire du délinquant juvénile.
Avon fut achetée par la Hearst Corporation en 1959.  En 1999, la News Corporation acheta le département des livres de Hearst, et fusionna Avon avec HarperCollins.

## Les Bandes dessinées
De 1945 à 1956, Avon publia aussi des bandes dessinées sous le nom Avon Comics Group. Parmi les titres, on trouvait des histoires d'horreur, de science-fiction, de western, d'amour, de guerre ou d'animaux de fiction.

## Illustrateurs
James Avati, Al Capp, Robert K. Abbett, Bill Ward, Gary Ruddell...

## Documentation
- (en) Mike Benton, « Avon Comics Group », The Comics Book in America. An Illustrated History, Dallas : Taylor Publishing Company, 1989, p. 95-96